# Kvomleh
Kvomleh o Kumeleh (farsi كومله) è una città dello shahrestān di Langrud, circoscrizione di Kvomleh, nella provincia di Gilan. Aveva, nel 2006, una popolazione di 5.703 abitanti. 